# Масовна убиства под комунистичким режимима
Масовна убиства под комунистичким режимима дешавала су се на различите начине током 20. века, укључујући погубљења, глад, смрти услед принудног рада, депортације, гладовање и затварање. Неки од ових догађаја су класификовани као геноциди или злочини против човечности. За описивање ових догађаја коришћени су и други термини, укључујући класоцид, демоцид, црвени холокауст и политицид. Масовна убиства проучавали су аутори и академици и неколико њих је претпоставило потенцијалне узроке ових убистава заједно са факторима који су били повезани са њима. Неки аутори су приказали укупан број смртних случајева, који се састоји од свих вишка смртних случајева који су се кумулативно догодили под владавином комунистичких држава, али ове процене броја смртних случајева су критиковане. Најчешће, државе и догађаји који се проучавају и укључују у процене броја погинулих су Холодомор и Велика чистка у Совјетском Савезу, Велика кинеска глад и културна револуција у Народној Републици Кини и геноцид у Камбоџи у Демократској Кампућији (сада Камбоџа).
Концепт повезивања различитих убистава са комунистичким државама које су их починиле и концепт покушаја да им се припишу заједнички узроци и фактори су подржани и критиковани од стране академске заједнице. Неки експерти и научници то виде као оптужбу против комунизма као идеологије, док други сматрају да је то превише поједностављено и да је такође укорењено у антикомунизму. Уместо тога, неки експерти узроке убистава приписују или политичким системима или лидерима комунистичких држава. Такође се води дебата о томе да ли се глад до које је дошло током владавине комунистичких држава може сматрати масовним убиствима. Споменици жртвама комунизма постоје у скоро свим главним градовима источне Европе и постоји један споменик у Вашингтону.

## Терминологија и употреба
Неколико различитих термина се користи за описивање намерног убијања великог броја небораца. Према историчару Антону Вајс Вендту, у оквиру поља компаративних студија геноцида „има веома мало консензуса о дефинисању принципа као што су дефиниција геноцида, типологија, примена компаративна метода и временски оквир“. Према професору економије Атијату Оту, масовно убијање се појавило као „једноставнији“ термин.
Појединачни аутори су користили следећу терминологију да опишу масовна убиства ненаоружаних цивила од стране комунистичких влада, појединачно или у целини:
- Класиоид – социолог Мајкл Ман је предложио да класицид значи „намерно масовно убијање читавих друштвених класа“."[4] Класицид се сматра „масовним убиством с предумишљајем“ ужим од геноцида по томе што циља на дио популације који је дефинисан његовим друштвеним статусом, али шири од политике у томе што је група циљана без обзира на њихову политичку активност.[5]
- Злочин против човечности – историчар Клас-Горан Карлсон користи злочине против човечности, што укључује „директна масовна убиства политички непожељних елемената, као и присилне депортације и присилни рад“. Карлсон признаје да овај термин може да доведе у заблуду у смислу да су режими циљали групе сопствених грађана, али сматра да је користан као широк правни термин који наглашава нападе на цивилно становништво и зато што кривична дела понижавају човечанство у целини Поједини историчари[6] верују да је злочини против човечности адекватнији термин у односу на геноцид и политицид, када се говори о злочинима комунистичких режима.[7]
- Демоцид – политиколог Рудолф Румел дефинисао је демоцид као „намерно убиство ненаоружане или разоружане особе од стране владиних агената који делују у свом ауторитативном својству иу складу са владином политиком или високом командом“.[8] Његова дефиниција обухвата широк спектар преминулих, укључујући жртве принудног рада и концентрационих логора, убиства од стране „незваничних“ приватних група, вансудска убиства по кратком поступку и масовне смрти услед владиних аката криминалног пропуста и занемаривања, као што су и намерна глад. као убиства од стране дефакто влада, као што су војсковође или побуњеници у грађанском рату. Ова дефиниција обухвата свако убиство било ког броја особа од стране било које владе,[9] а примењена је на убиства која су починили комунистички режими.[10]
- Геноцид – у оквиру Конвенције о спречавању и кажњавању злочина геноцида, злочин геноцида се генерално односи на масовно убиство етничких а не политичких или друштвених група. Клаузула која је давала заштиту политичким групама елиминисана је из резолуције Уједињених нација након другог гласања јер многе државе, укључујући Совјетски Савез под Јосифом Стаљином,[11] који се бојао да би поштовање клаузуле могло донети непотребна ограничења у совјетским сузбијања унутрашњих немира.[12] Научне студије о геноциду обично признају пропусте УН-а о економским и политичким групама и користе скупове података о масовном политичком убијању о демоциду и геноциду и политици или генополитициду.[13] Убиства која су починили Црвени Кмери у Камбоџи означена су као геноцид или аутогеноцид, а смрти које су се догодиле у време лењинизма и стаљинизма у Совјетском Савезу, као и оне које су се догодиле у време маоизма у Кини, контроверзно су истражене као могући случајеви. Конкретно, совјетска глад 1930–1933 и Велика кинеска глад, која се догодила током Великог скока, обоје су „описани као примери масовног убијања заснованог на геноцидној намери“.
- Црвени холокауст – термин који је сковао Munich Institut für Zeitgeschichte,[14] користио га је професор упоредних економских система Стивен Роузфилд за комунистичка „мирнодопска државна убиства“, док је навео да се „може дефинисати тако да укључује сва убиства (судски санкционисана терористичка погубљења), убиство из нехата (смртоносни присилни рад и етничко чишћење), и злочиначко убиство из нехата (терор-изгладњивање) настало је из побуњеничких акција и грађанских ратова пре државног заплена, и свих каснијих злочина у држави“.[15] Према историчару Јергу Хакману, овај термин није популаран међу научницима у Немачкој или на међународном нивоу.[16] Историчарка Александра Лаигнел-Лавастин пише да употреба овог израза „омогућава да стварност коју описује одмах постигне, у западном уму, статус једнак статусу истребљења Јевреја од стране нацистичког режима“.[17]
- Масовно убијање – професор психологије Ервин Стауб дефинисао је масовно убијање као „убијање чланова групе без намере да се елиминише цела група или убијање великог броја људи без прецизне дефиниције припадности групи. У масовном убијању број убијених је обично мањи него у геноциду“.[18] Политиколог Бењамин Валентино дефинисао је термин као „намерно убиство огромног броја небораца“, при чему се „масовни број“ дефинише као најмање 50.000 намерних смрти током пет година или мање. Ово је најприхваћенији квантитативни минимални праг за употребну термина.[19] Он је ову дефиницију применио на случајеве Стаљиновог Совјетског Савеза, Кине под Мао Цедунгом и Камбоџе под Црвеним Кмерима, док је признао да су „масовна убиства мањег обима“ такође деловала од стране режима у Северној Кореји, Вијетнаму, Источној Европи и разне нације у АфрициПоред Валентина, политиколог Џеј Улфелдер користио је праг од најмање 1.000 убијених људи.[20] Професор студија мира и сукоба Алекс Џеј Белами наводи да су 14 од 38 случајева „масовног убијања од 1945. које су починиле недемократске државе ван контекста рата“ биле од стране комунистичких влада. Према професору економије Атиат Ф. От и ванредном професору економије Санг Ху Бае, постоји општи консензус да масовно убијање представља чин намерног убијања одређеног броја небораца, али тај број може да се креће од само четири особе до више од 50.000 људи.[21] Одређени научници користили су ниже доње прагове броја жртава.[22]
- Политицид – експерт за тему геноцида Барбара Харф дефинише геноцид и политику, понекад скраћено као генополитицид, као одредницу која укључује убијање политичких, економских, етничких и културних група, од којих неке иначе не би биле обухваћене Конвенцијом о геноциду.[23]

## Процене
Према историчару Клас-Горан Карлсону, дискусије о броју жртава комунистичких режима биле су „изузетно опсежне и идеолошки пристрасне“. Сваки покушај да се процени укупан број убистава под комунистичким режимима у великој мери зависи од дефиниција, у распону од ниских 10–20 милиона до чак 148 милиона. Политиколог Рудолф Румел и историчар Марк Бредли написали су да, иако су тачни бројеви спорни, ред величине није. Професорка Барбара Харф каже да су Румел и други научници специјализовани за тему геноцида првенствено фокусирани на успостављање образаца и тестирање различитих теоријских објашњења геноцида и масовних убистава. Они раде са великим скуповима података који описују догађаје масовне смртности на глобалном нивоу, и морају се ослонити на селективне податке које пружају стручњаци из земље; истраживачи не могу очекивати апсолутну прецизност, а она није ни потребна као резултат њиховог рада.
Сваки покушај да се процени укупан број убистава у комунистичким режимима у великој мери зависи од дефиниција. Историчар Александар Далин је тврдио да идеја да се групишу различите земље као што су Авганистан и Мађарска нема адекватно објашњење. Током ере Хладног рата, неки аутори (Тод Калберстон), дисиденти (Александар Солжењицин) и антикомунисти уопште покушавали су да направе процене и за специфичне земље и за глобалне. Научници комунизма су се углавном фокусирали на појединачне земље, а научници геноцида су покушали да пруже глобалнију перспективу, држећи притом да њихов циљ није поузданост, већ успостављање образаца. Научници специјализовани за тему комунизма су расправљали о проценама убијених за Совјетски Савез, не за све комунистичке режиме. Покушај је популаризован уводом у Црну књигу комунизма који је био контроверзан. Међу њима, совјетски стручњаци Мајкл Елман и Џеј Арч Гети критиковали су процене због ослањања на емигрантске изворе, приче и гласине као доказе, и упозорили да би историчари уместо тога требало да користе архивски материјал. Такви научници разликују историчаре који своја истраживања заснивају на архивској грађи и оне чије су процене засноване на сведочењима сведока и другим подацима који су непоуздани. Совјетски специјалиста Стивен Г. Виткрофт каже да су се историчари ослањали на Солжењицина да подрже своје веће процене, али истраживања у државним архивима су потврдила ниже процене, и да је популарна штампа наставила да укључује озбиљне грешке које не би требало цитирати или се ослањати на њих. на, у академским круговима. Румелoво писање је такође био још један широко коришћен и цитирани извор али није поуздан у погледу процена.
Значајни покушаји процене укључују следеће:
- Године 1993. Збигњев Бжежински, бивши саветник за националну безбедност Џимија Картера, написао је да је „неуспели покушај изградње комунизма у двадесетом веку прогутао животе скоро 60.000.000 људи“.[36]
- Године 1994. Рамелова књига Death by Government владе укључивала је око 110 милиона људи, страних и домаћих, убијених у комунистичком демоциду од 1900. до 1987. [37] Ово укупно искључује смртне случајеве од Велике кинеске глади 1958–1961. због Румеловог тадашњег веровања да је „ иако је Маова политика била одговорна за глад, он је био заведен у вези са тим, и коначно када је сазнао, зауставио је то и променио своју политику."[38] Рамел ће касније ревидирати своју процену са 110 милиона на око 148 милиона због додатних информација о Маоовој кривици за Велику кинеску глад од Mao: The Unknown Story, укључујући Џона Халидеја и Јунг Чанга процењених 38 милиона глади преминуле особе.[38]
  - Историчар Томислав Дулић је 2004. критиковао Румелову процену броја убијених у Титовој Југославији као прецењивање засновано на коришћењу неквалитетних извора и навео да би и остале Румелове процене могле имати исти проблем ако је и за њих користио сличне изворе.[39] Румел је одговорио критиком Дулићеве анализе.[40]
- Године 1997., увод историчара Стефана Куртоа у Црну књигу комунизма, утицајно, али контроверзно[30] дело написано о историји комунизма у 20. веку,[41] дало је „грубу апроксимацију, засновану на незваничним проценама“. Међузбирови које је Куртоа навео дају 94,36 милиона убијених.[42] Николас Верт и Жан Луј Марголин, аутори који су допринели књизи, критиковали су Куртоа да је опседнут постизањем укупног укупног броја од 100 милиона.[43]
  - У свом предговору за енглеско издање из 1999. Мартин Малија је написао да је „укупни укупан број жртава по различитим проценама аутора на између 85 милиона и 100 милиона“.[44] Историчар Мајкл Дејвид Фокс наводи да је Малија повезивала различите режиме, од радикалних совјетских индустријалаца до анти-урбаниста Црвених Кмера, под маском категорије „генеричког комунизма“ „дефинисане свуда до заједничког имениоца партијских покрета које су основали интелектуалци“.[45] Куртоаов покушај да изједначи нацизам и комунистички режим није био плодоносан ни на научној ни на моралној основи, јер су таква поређења генерално контроверзна.[46]
- Професор Бењамин Валентино је 2005. године изјавио да се број небораца које су убили комунистички режими само у Совјетском Савезу, Кини и Камбоџи кретао од 21 милион до 70 милиона.[47]
- Професор економије Стивен Роузфилд је 2010. године написао у Црвени холокауст да су унутрашње противречности комунистичких режима изазвале убиство око 60 милиона људи, а можда и десетине милиона више.[48]
- Академик Алекс Џеј Белами је 2012. године написао да „конзервативна процена износи укупан број цивила које су комунисти намерно убили после Другог светског рата између 6,7 милиона и 15,5 милиона људи, а да је права бројка вероватно много већа“.[49]
- Професорка кинеске политике Јулиа Страус је 2014. написала да, иако је постојао почетак научног консензуса о бројкама од око 20 милиона убијених у Совјетском Савезу и 2-3 милиона у Камбоџи, није постојао такав консензус о бројевима за Кину.[50]
- Године 2017, историчар Стивен Коткин написао је у The Wall Street Journal да је 65 милиона људи у комунизму умрло прерано односnо пре остварења просечног животног века, а те смрти су биле резултат „масовних депортација, логора принудног рада и терора полиције и државе“, али углавном „од гладовања“. као резултат својих сурових пројеката друштвеног инжењеринга“.[51]

### Критика процена
Критике процена су углавном усмерене на три аспекта, односно да се процене заснивају на ретким и непотпуним подацима када су значајне грешке неизбежне, бројке су искривљене на веће могуће вредности, и жртве грађанских ратова, голодомора и других глади и ратова у којима су учествовале комунистичке владе не треба рачунати. Критика такође укључује да ове процене игноришу животе спашене комунистичком модернизацијом и да се упуштају у поређења и једначине са нацизмом, које научници описују као замагљивање холокауста, тривијализацију холокауста и антикомунистичка поједностављења. Поред тога, историчар Александар Далин је тврдио да комунистичка групација коју су применили Куртоа и Малија у Црној књизи комунизма нема адекватно објашњење, а Малиа је у стању да у исти укупан број увеже различите режиме, од радикалних совјетских индустријалаца анти-урбанистима Црвених Кмера, под маском категорије „генеричког комунизма“ „дефинисане свуда до заједничког именитеља партијских покрета које су основали интелектуалци“. Међутим, заједно са филозофом Скотом Сехоном, Годзи је написао да је „зафркавање са бројевима непристојно. Оно што је битно је да су комунистички режими убили много, много људи.“
Критике Румелових процена су се фокусирале на два аспекта, односно на његов избор извора података и његов статистички приступ. Према Барбари Харф, историјски извори на којима је Румел заснивао своје процене ретко могу послужити као извори поузданих фигура. Статистички приступ који је Рамел користио за анализу великих скупова различитих процена може довести до разводњавања корисних података са бучним.
Још једна критика, коју су артикулисале етнографкиња и научница постсоцијалистичких родних студија Кристен Годзи и политиколог Лора Нојмајер, јесте да бројање тела одражава антикомунистичку тачку гледишта, да му углавном приступају антикомунистички научници, и да је део популарног наратива о „ жртвама комунизма“, који су често користили бројку од 100 милиона из увода у Црну књигу комунизма која се користи не само да дискредитује комунистички покрет, већ и цела политичка левица. Наводе да се исто бројање тела може лако применити на друге идеологије или системе, као што су капитализам и колонијализам.

## Предложени узроци и фактори омогућавања
Масовна убиства Комунистичке партије критиковали су припадници политичке деснице, који наводе да су масовна убиства оптужница комунизма као идеологије, а критиковали су их и други социјалисти попут анархиста, комуниста, демократских социјалиста, либертаријанских социјалиста и марксисти. Противници ове хипотезе, укључујући оне на политичкој левици и чланове комунистичке партије, наводе да су ова убиства била аберација изазвана специфичним ауторитарним режимима, а не изазвана самим комунизмом, и указују на масовне смрти за које кажу да су изазване антикомунизмом и капитализмом као контрапункт тим убиствима.

### Идеологија
Историчар Клас Горан Карлсон пише: „ Идеологије су системи идеја, који не могу самостално да почине злочине. Међутим, појединци, колективи и државе које су себе дефинисале као комунистичке починиле су злочине у име комунистичке идеологије, или без навођења комунизма као директног извора мотивације за своје злочине.“ Џон Греј,  Данијел Голдхаген, и Ричард Пајпс сматрају да је идеологија комунизма значајан узрочни фактор масовних убистава. У уводу Црне књиге комунизма, Стефан Куртоа тврди да постоји повезаност између комунизма и криминала, наводећи да су „комунистички режими... претворили масовни злочин у потпуно развијен систем власти“, додајући да тај злочин лежи на нивоу идеологије а не државне праксе.
Професор Марк Бредли пише да су комунистичка теорија и пракса често биле у напетости са људским правима и да је већина комунистичких држава следила пример Карла Маркса у одбацивању „неотуђивих политичких и грађанских права из доба просветитељства“ у корист „колективних економских и социјалних права“." Кристофер Ј. Финлеј сматра да марксизам легитимира насиље без икаквог јасног ограничавајућег принципа јер одбацује моралне и етичке норме као конструкције доминантне класе, и наводи да би „било замисливо да револуционари почине ужасне злочине у стварању социјалистичке система, са уверењем да ће њихови злочини бити ретроактивно аболирани новим етичким системом који је успоставио пролетаријат“. Рустам Синг наводи да је Маркс алудирао на могућност мирне револуције; након неуспелих револуција 1848. Синг наводи да је Маркс нагласио потребу за насилном револуцијом и револуционарним терором.
Историчар књижевности Џорџ Вотсон цитирао је чланак Фридриха Енгелса из 1849. под називом „Мађарска борба“ и објављен у Марксовом часопису Neue Rheinische Zeitung, и коментарисао да ће „читаве нације бити остављене после радничке револуције против буржоазије, феудалних остатака у социјалистичког доба, а пошто нису могли напредовати два корака, морали би да буду убијени. Они су били расно смеће, како их је Енгелс назвао, и прикладни само за ђубре историје.“ Једна рецензија књиге критиковала је ово тумачење, тврдећи да „оно што Маркс и Енгелс позивају је... у најмању руку својеврсни културни геноцид; али није очигледно, барем из Вотсонових цитата, да је стварно масовно убијање, а не (да употребимо њихову фразеологију) у питању пука апсорпција или асимилација.“ Говорећи о Енгелсовом чланку из 1849, историчар Андрзеј Валицки каже: „Тешко је порећи да је ово био директан позив на геноцид.“ Жан Франсоа Ревел пише да је Јосиф Стаљин препоручио проучавање Енгелсовог чланка из 1849. у својој књизи О Лењину и лењинизму из 1924.
Према Румелу, убиства која су починили комунистички режими најбоље се могу објаснити као резултат брака између апсолутне власти и апсолутистичке идеологије марксизма. Румел наводи да је „комунизам био попут фанатичне религије. Имала је свој откривени текст и своје главне тумаче. Имала је своје свештенике и њихову ритуалну прозу са свим одговорима. Имао је рај и одговарајуће понашање да би га достигао. Имало је своју привлачност за веру. И имала је своје крсташке ратове против неверника. Оно што је ову секуларну религију учинило тако крајње смртоносном било је њено заузимање свих државних инструмената силе и принуде и њихова непосредна употреба за уништавање или контролу свих независних извора моћи, као што су црква, професије, приватни бизниси, школе и породица.“ Румелс пише да су марксистички комунисти видели изградњу своје утопије као „иако рат против сиромаштва, експлоатације, империјализма и неједнакости. А за веће добро, као у правом рату, људи се убијају. И тако је овај рат за комунистичку утопију имао своје неопходне непријатељске жртве, свештенство, буржоазију, капиталисте, разбојнике, контрареволуционаре, десничаре, тиранине, богаташе, земљопоседнике и неборце који су, нажалост, ухваћени у бици. У рату милиони могу да погину, али узрок може бити добро оправдан, као у поразу Хитлера и потпуно расистичког нацизма. А за многе комунисте, узрок комунистичке утопије био је такав да оправдава све смрти.“
Бенџамин Валентино пише да „очигледно висок ниво политичке подршке убилачким режимима и лидерима не би требало аутоматски да се изједначава са подршком самом масовном убијању. Појединци су у стању да подржавају насилне режиме или лидере док остају равнодушни или чак супротстављени специфичној политици коју су ти режими и спроводили." Валентино цитира Владимира Бровкина који је рекао да „глас за бољшевике 1917. није био глас за црвени терор или чак глас за диктатуру пролетаријата“.  Према Валентину, такве стратегије су биле тако насилне јер економски одузимају велики број људи, коментаришући: „Друштвене трансформације ове брзине и величине су повезане са масовним убијањем из два основна разлога. Прво, масивне друштвене дислокације изазване таквим променама често су довеле до економског колапса, епидемија и, што је најважније, широко распрострањене глади... Други разлог због којег су комунистички режими који су били усмерени на радикалну трансформацију друштва повезани са масовним убијањем је тај што су се револуционарне промене које су спроводиле неумољиво сукобиле са фундаменталним интересима великог дела њиховог становништва. Мало људи се показало спремним да прихвате тако далекосежне жртве без интензивног нивоа принуде.“ Према Жаку Семену, „комунистички системи који су се појавили у двадесетом веку завршили су уништавањем сопственог становништва, не зато што су планирали да га униште као такве, већ зато што су имали за циљ да реструктурирају 'друштвено тело' од врха до дна, чак и ако је то значило да га прочисте и поново укроте како би одговарало њиховом новом прометејском политичком имагинару."
Мајкл Ман пише да су чланови комунистичке партије „идеолошки вођени, верујући да би створили нови социјалистички друштва, они морају водити у социјалистичком жару. Убиства су често била популарна, а обични људи су желели да премаше квоте за убијање као и производне квоте.“ Према Владимиру Тисманеануу, „комунистички пројекат, у земљама као што су СССР, Кина, Куба, Румунија или Албанија, заснивао се управо на уверењу да су одређене друштвене групе неповратно туђе и заслужено убијене.“ Алекс Белами пише да је „комунистичку идеологију селективног истребљења“ циљних група први развио и применио Јосиф Стаљин, али да је „свака од комунистички режими који су масакрирали велики број цивила током Хладног рата развили су свој посебан приказ“, док Стивен Т. Кац наводи да су разлике засноване на класи и националности, стигматизоване и стереотипизиране на различите начине, створиле „другост“ за жртве комунистичке владавине која је била важна за легитимисање угњетавања и смрти. Мартин Шо пише да су „националистичке идеје биле у средишту многих масовних убистава од стране комунистичких држава”, почевши од Стаљинове „нове националистичке доктрине ’социјализма у једној земљи’”., а убијање од стране револуционарних покрета у Трећем свету вршено је у име националног ослобођења.

### Политички систем
Ен Еплбаум пише да је „без изузетка, лењинистичко веровање у једнопартијску државу било и јесте карактеристично за сваки комунистички режим“ и да се „бољшевичка употреба насиља понављала у свакој комунистичкој револуцији“. Фразе које су први изговорили Владимир Лењин и оснивач Чеке Феликс Џержински изговарали су широм света. Еплбаум наводи да је још 1976. Менгисту Хаиле Маријам покренуо Црвени терор у Етиопији. Лењин је својим колегама у бољшевичкој влади рекао: „Ако нисмо спремни да убијемо диверзанта и белогардејца, каква је то револуција?“.
Роберт Конквест је изјавио да Стаљинове чистке нису биле у супротности са принципима лењинизма, већ су биле природна последица система који је успоставио Лењин, који је лично наредио убијање локалних група талаца класног непријатеља Александар Николајевич Јаковљев, архитекта перестројке и гласности и касније шеф Председничке комисије за жртве политичке репресије, елаборира ову тачку, наводећи: „Истина је да у казненим операцијама Стаљин није смислио ништа што није било тамо под Лењином: погубљења, узимање талаца, концентрациони логори и све остало“. Историчар Роберт Гелатели се слаже, коментаришући: „Другим речима, Стаљин је покренуо врло мало тога што Лењин већ није увео“.
Стивен Хикс са Рокфорд колеџа приписује насиље карактеристичном за социјалистичку владавину 20. века напуштању ових колективистичких режима заштите грађанских права и одбацивању вредности грађанског друштва. Хикс пише да „у пракси свака либерална капиталистичка земља има солидну евиденцију о томе да је хумана, да углавном поштује права и слободе и да омогућава људима да саставе плодне и смислене животе“, у социјализму „пракса има времена и поново се показао бруталнијим од најгорих диктатура пре двадесетог века. Сваки социјалистички режим је пао у диктатуру и почео да убија људе у огромним размерама“.
Ерик Д. Вајц наводи да су масовна убиства у комунистичким државама природна последица неуспеха владавине права, што се обично види током периода друштвених преврата у 20. веку. И за комунистичка и некомунистичка масовна убиства, „геноциди су се десили у тренуцима екстремне друштвене кризе, често изазване самом политиком режима“  и нису неизбежни, већ су политичке одлуке. Стивен Роузфилд је писао да су комунистички владари морали да бирају између промене курса и „терор-команде“ и чешће него не, бирали су ово друго. Мајкл Ман сматра да је недостатак институционализованих структура власти значио да су хаотична мешавина централизоване контроле и партијског фракционизма били фактори који су допринели масовном убијању.

### Вође
Професор Метју Крајн наводи да су многи научници указивали на револуције и грађанске ратове као на могућност да радикални лидери и идеологије добију моћ и предуслове за масовно убијање од стране државе. Професор Нам Кју Ким пише да су идеологије искључивања кључне за објашњење масовног убијања, али су организационе способности и индивидуалне карактеристике револуционарних вођа, укључујући њихов став према ризику и насиљу, такође важне. Осим што отварају политичке могућности новим лидерима да елиминишу своје политичке противнике, револуције на власт доводе лидере који су склонији да почине акте насиља великих размера над цивилима како би легитимисали и ојачали сопствену моћ. Научник специјализован за теме геноцида Адам Џонс наводи да је руски грађански рат био веома утицајан на појаву лидера попут Стаљина и да је такође навикао људе на „тешкоћу, окрутност, терор“. Мартин Малија је назвао „брутално условљавање“ два светска рата важним за разумевање комунистичког насиља, иако није његов извор.
Историчарка Хелен Рапапорт описује Николаја Јежова, бирократу који је био задужен за НКВД током Велике чистке, као физички умањену фигуру „ограничене интелигенције“ и „уског политичког разумевања“... Као и други подстрекачи масовних убистава кроз историју, [он] је компензовао свој недостатак физичког раста патолошком окрутношћу и употребом грубог терора.“ Историчар руске и светке историје, Џон М. Томпсон ставља личну одговорност директно на Јосифа Стаљина. Према његовим речима, „много од онога што се догодило има смисла само ако је делимично проистекло из поремећеног менталитета, патолошке окрутности и екстремне параноје самог Стаљина. Несигуран, упркос томе што је успоставио диктатуру над партијом и државом, непријатељски и дефанзивни када је суочен са критикама ексцеса колективизације и жртава које захтева индустријализација високог темпа, и дубоко сумњичав да су прошли, садашњи, па чак и непознати будући противници активни у ковању завере против њега, Стаљин је почео да се понаша као опкољена особа. Убрзо је узвратио непријатељима, стварним или измишљеним.“ Професори Пабло Монтање и Стефан Волтон тврде да се чистке у Совјетском Савезу и Кини могу приписати персоналистичком вођству Стаљина и Маа, који су били подстакнути тиме што су имали контролу безбедносног апарата који се користио за вршење чистки и контролу постављања замена за оне који су очишћени.
Амерички историчар и писац Вилијам Рубинштајн написао је да је „Већина милиона који су страдали од руку Стаљина, Мао Цедунга, Пол Пота и других комунистичких диктатора умрли зато што су партијски лидери веровали да припадају опасној или субверзивној друштвеној класи или политичкој групацији“.

## Поређења са другим масовним убиствима
Данијел Голдхаген тврди да су комунистички режими 20. века „убили више људи него било који други тип режима“. Други научници из области комунистичких студија и студија геноцида, као што су Стивен Роузфилд и Бенџамин Валентино, дошли су до сличних закључака. Роузфилд наводи да је могуће закључити да је „Црвени холокауст“ убио више небораца него „Ха Шоа“ и „Холокауст у Јапану у Азији “ заједно, и да је „био барем једнако гнусан, с обзиром на сингуларност Хитлеровог геноцида“. Роузфилд такође пише да „иако је модерно ублажити црвени холокауст посматрањем да је капитализам убио милионе људи под влашћу колонијалних царстава у двадесетом веку, првенствено кроз глад коју је направио човек, ниједан инвентар таквих злочиначких убистава из нехата није ни близу укупном црвеном холокаусту.
Марк Аронс наводи да су десничарски ауторитарни режими и диктатуре које су подржавале западне силе починиле зверства и масовна убиства која су парирала зверствима и масовним убиствима која су почињена у комунистичком свету, наводећи примере као што су индонежанска окупација Источног Тимора, индонежанска масовна убиства 1965-1966, нестанци у Гватемали током грађанског рата, и атентати и државни тероризам који су били повезани са операцијом Кондор широм Јужне Америке. Винсент Бевинс тврди да су антикомунистичка масовна убиства која су почињена током Хладног рата имала много већи утицај на обликовање савременог света него што су то била масовна убиства комуниста.
Према историчару Кристијану Герлаху, комунистичка масовна убиства су генерално била превазиђена зверствима која су починили они који су им се супротстављали; он наводи сламање Париске комуне, тероре Шпанског грађанског рата и индонежанска масовна убиства 1965–66. као примере, наводећи да „када су се обе стране упустиле у терор, 'црвени' терор обично мањег интензитета у поређењу са белим терором.

### Расправе о глади
Према историчару Ј. Арч Гетију, више од половине од 100 милиона смртних случајева који се приписују комунизму настало је због глади.  Стефан Куртоа сматра да су многи комунистички режими изазвали глад у својим настојањима да насилно колективизују пољопривреду и систематски је користили као оружје контролисањем снабдевања храном и дистрибуцијом хране на политичкој основи. Куртоа наводи да су „у периоду после 1918. само комунистичке земље доживеле такву глад, која је довела до смрти стотина хиљада, а у неким случајевима и милиона људи. И опет 1980-их, две афричке земље које су тврдиле да су марксистичко-лењинистичке, Етиопија и Мозамбик, биле су једине такве земље које су претрпеле ову смртоносну глад.“
Стефан Г. Викрофт, Р. В. Дејвис и Марк Таугер одбацују идеју да је украјинска глад била чин геноцида који је намерно извршила совјетска влада. Виткрофт каже да је политика совјетске владе током глади била кривична дела преваре и убиства, иако не отворено убиство или геноцид. Биограф Јосифа Стаљина Стивен Коткин подржава сличан став, наводећи да, иако „нема питања о Стаљиновој одговорности за глад“ и да су многи смртни случајеви могли бити спречени да није „недовољних“ и контрапродуктивних совјетских мера, нема доказ за Стаљинову намеру да намерно убија Украјинце. Према професору историје Роналду Григору Сунију, већина научника не гледа на глад у Украјини као на геноцид, већ као резултат лоше замишљене и погрешно прорачунате совјетске економске политике. Гети тврди да је „огромна тежина мишљења међу научницима који раде у новим архивима да је ужасна глад из 1930-их била резултат стаљинистичког неспоразума и ригидности, а не неког геноцидног плана“. Руска Дума је 2008. године такође негирала да је глад у Украјини представљала геноцид, наводећи да није била осмишљена да циља одређене етничке групе.
Насупрот томе, према Сајмону Пајаслијану, научни консензус класификује Холодомор у бившој совјетској Украјини као геноцид. Неки историчари закључују да је глад планирао и погоршао Јосиф Стаљин како би елиминисао украјински покрет за независност. Овај закључак подржава Рафаел Лемкин. Лемкин (који је сковао термин геноцид и био иницијатор Конвенције о геноциду), Џејмс Мејс, Норман Најмарк, Тимоти Снајдер и Ен Еплбаум назвали су Холодомор геноцидом и намерним резултатом стаљинистичке политике. Према Лемкину, Холодомор је „класичан пример совјетског геноцида, најдужег и најопсежнијег експеримента у русификације, односно истребљења украјинске нације“.
Бењамин Валентино пише: „Иако нису све смрти услед глади у овим случајевима биле намерне, комунистички лидери су најгоре последице глади усмерили против својих наводних непријатеља и користили су глад као оружје да приморају милионе људи да се повинују директивама државе." Даниел Голдаген каже да у неким случајевима смрт од глади не треба разликовати од масовних убистава, коментаришући: „Кад год владе нису ублажиле услове глади, политички лидери су одлучили да не кажу не масовној смрти – другим речима, рекли су да ." Голдхаген каже да се то догодило у устанку Мау Мау, Великом скоку напријед, нигеријском грађанском рату, рритрејском рату за независност и рату у Дарфуру. Мартин Шо сматра да ако је вођа знао да ће крајњи резултат њихове политике бити масовна смрт од глади, а они свеједно настављају да их примењују, ове смрти се могу схватити као намерне.
Историчар Џон Винер и новинар Сеумас Милне, критиковали су наглашавање улоге комунизма када се приписује кривица за проузроковање глади. У чланку из 2002. године за Гардијан, Милне помиње „морално слепило испољено према историјату колонијализма“, и пише: „Ако се сматра да су Лењин и Стаљин убили оне који су умрли од глади у глади 1920-их и 1930-их, онда је Черчил засигурно одговоран за 4 милиона смртних случајева у глади у Бенгалу 1943. године која се могла избећи." Милне се жали да, иако „постоји веома хваљена Црна књига комунизма, [не постоји] тако свеобухватна оптужница колонијалне евиденције“. Вајнер износи сличну тврдњу док упоређује Холодомор и бенгалску глад из 1943. године, наводећи да улога Винстона Черчила у бенгалској глади „изгледа слична Стаљиновој улози у украјинској глади“.  Историчар Мајк Дејвис, аутор Касног викторијанског холокауста, прави поређења између Велике кинеске глади и индијске глади касног 19. века, тврдећи да су у оба случаја владе које су надгледале одговор на глад намерно одлучиле да не ублажавају услове и као такви сноси одговорност за размере смрти у поменутим гладима. Антрополог Џејсон Хикел и Дилан Саливан сугеришу да се број смртних случајева током врхунца британског колонијализма у Индији попео на око 100 милиона, што је више од свих смртних случајева од глади који се приписују комунистичким владама заједно.
Професор економије Мајкл Елман је критичан према фиксацији на „јединствено стаљинистичко зло“ када је реч о прекомерној смрти од глади. Елман тврди да масовне смрти од глади нису „јединствено стаљинистичко зло“, коментаришући да су током руске историје глад и суше биле уобичајена појава, укључујући руску глад 1921–1922, која се догодила пре него што је Стаљин дошао на власт. Он такође наводи да је глад била распрострањена широм света у 19. и 20. веку у земљама попут Индије, Ирске, Русије и Кине. Према Елману, Г8 је „крив за масовно убиство из нехата или масовну смрт због криминалног немара јер нису предузели очигледне мере да смање масовне смрти“, а Стаљиново „понашање није било ништа горе од понашања многих владара у деветнаестом и двадесетом веку“.

## Меморијали и музеји
Споменици жртвама комунизма постоје у готово свим главним градовима источне Европе, а постоји и неколико музеја који документују злочине који су се догодили током комунистичке владавине. Неколико научника, међу којима су Кристен Годси и Лауре Неумаиер, кажу да они настоје да институционализују наратив о „жртвама комунизма“ као теорију о двоструком геноциду, или моралну еквиваленцију између нацистичког холокауста (расног убиства) и оних убијен од стране комунистичких држава (класно убиство),  и да су дела као што је Црна књига комунизма одиграла велику улогу у криминализацији комунизма у европском политичком простору у ери после хладног рата. Золтан Дујисин пише да „европеизација антитоталитарног ’колективног памћења’ комунизма открива појаву поља антикомунизма“ а наратив предлажу „антикомунистички предузетници памћања“.